# Bracken Peak
Bracken Peak är en bergstopp i Antarktis. Den ligger i Västantarktis. Chile gör anspråk på området. Toppen på Bracken Peak är 1 240 meter över havet.
Terrängen runt Bracken Peak är varierad. Trakten är obefolkad. Det finns inga samhällen i närheten. 